# Ferme de Mont-Saint-Jean

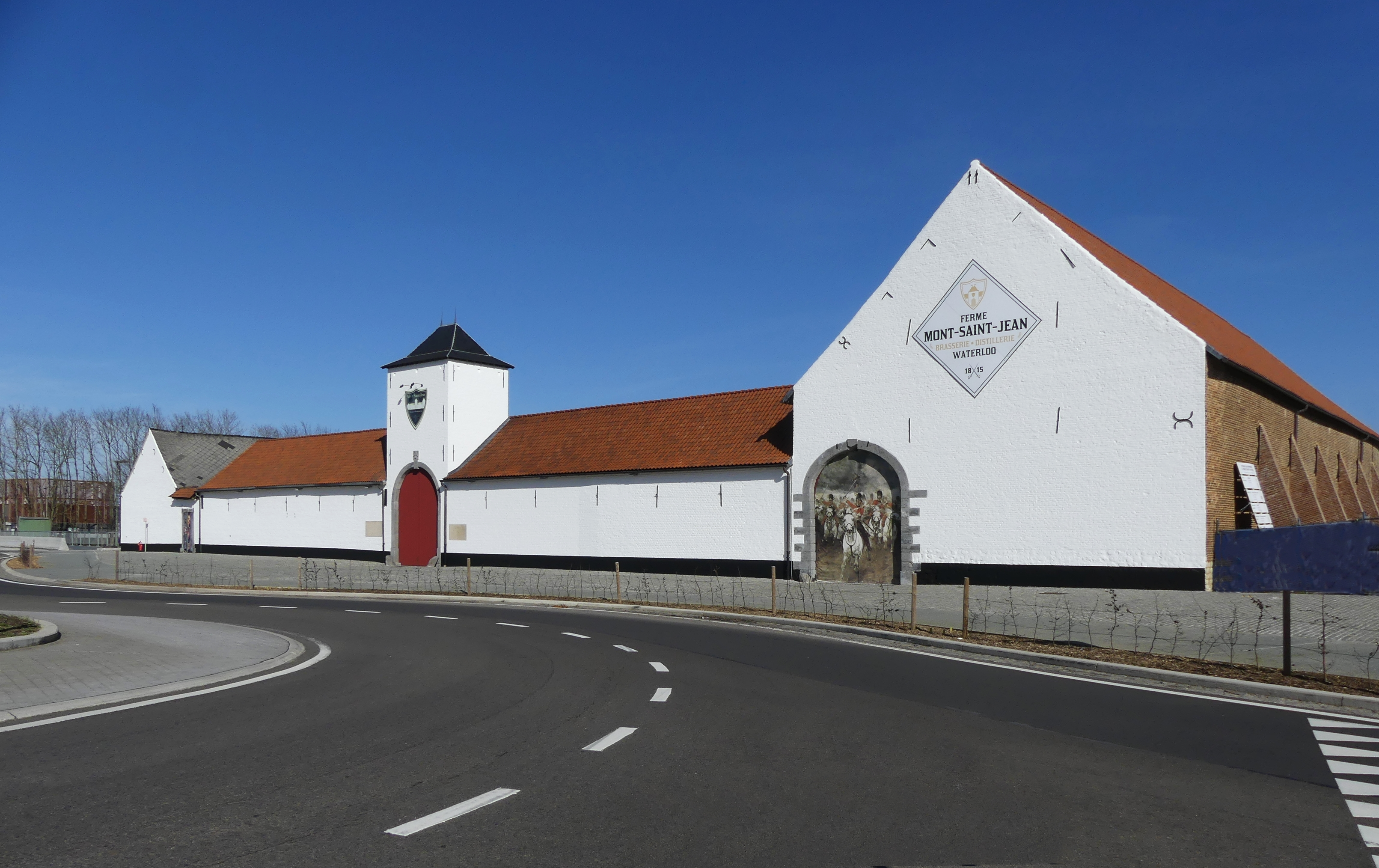
Ferme de Mont-Saint-Jean

De Ferme de Mont-Saint-Jean is een boerderij in het Belgische Waterloo. Het gebouw behoorde tot de hospitaalridders en werd al in 1219 vermeld. In 1705 werd de hoeve gebruikt als uitvalsbasis door de hertog van Marlborough om de Fransen aan te vallen. Het huidige gebouw dateert uit 1719. De hoeve speelde een rol in de slag bij Waterloo en werd gebruikt als hospitaal voor de Engelse troepen. In de boerderij is een distilleerderij en microbrouwerij ondergebracht, en ook de tentoonstelling "De keerzijde van de medaille" over het hospitaal bij de slag van Waterloo.

## Bron
1. ↑  Les incontournables, Provincie Waals-Brabant